# Доказательное образование
Доказательное образование (англ. evidence-based education — образование, основанное на доказательствах) это подход ко всем аспектам образования, от разработки образовательной политики до учебной практики, в котором используемые методы основаны на значительных и надёжных доказательствах, полученных в результате экспериментов.
Доказательное образование имеет общую цель с доказательной медициной: применить наилучшие имеющиеся доказательства, полученные с помощью научного метода, к принятию образовательных решений. «Доказательное обучение» относится к аспектам преподавания.